# Diocèse de Città di Castello
Le diocèse de Città di Castello (en latin : Dioecesis Civitatis Castelli o Tifernatensis ; en italien : Diocesi di Città di Castello) est un diocèse de l'Église catholique en Italie, suffragant de l'archidiocèse de Pérouse-Città della Pieve et appartenant à la région ecclésiastique d'Ombrie.

## Territoire
Le diocèse est situé sur une partie de la province de Pérouse ; l'autre partie de cette province étant partagée par l'archidiocèse de Spolète-Norcia et les diocèses d'Orvieto-Todi, d'Assise-Nocera Umbra-Gualdo Tadino, de Gubbio et de Foligno. Il a un territoire d'une superficie de 820 km2 divisé en 60 paroisses regroupées en 3 archidiaconés. L'évêché est à Città di Castello dont la cathédrale est dédiée aux saints Floride et Amand car elle garde les reliques de ces saints ainsi que celles du bienheureux Charles Liviero, fondateur des petites Servantes du Sacré-Cœur. Dans la même ville, le monastère des clarisses capucines conserve les corps de sainte Véronique Giuliani et de la bienheureuse Florida Cevoli tandis que la dépouille de la bienheureuse Marguerite de Città di Castello se trouve dans l'église saint Dominique. Le sanctuaire de la Vierge de la Dormition (it) de Canoscio a le rang de basilique mineure et possède une réplique de la grotte de Lourdes.

## Histoire
L' évangélisation de la haute vallée du Tibre est attribuée à saint Crescentien, martyr sous la persécution de Dioclétien en 303. Le premier évêque de Città di Castello historiquement établi est Eubodio, episcopus Tifernensis, présent au concile de Rome (it) organisé par le pape Hilaire en 465. À la fin du Ve siècle et dans les premières années du siècle suivant, deux évêques de Tifernum Tiberinum, Mario et Innocent, prennent part aux synodes tenus à Rome pendant le pontificat du pape Symmaque (498-514). Au concile de Rome de 499, Mario signe les actes en tant qu'episcopus ecclesiae Tifernatium ; comme le lieu d'appartenance n'est pas clair, Mario pourrait également être évêque de Tifernum Metaurense. (aujourd'hui Sant'Angelo in Vado).
Au cours du VIe siècle, la ville est impliquée dans la guerre des Goths. Sur l'ordre de Totila, les Ostrogoths détruisent en 550 la ville appelée alors Tifernum ou Civitas Tiberina. La ville est reconstruite plus tard autour d'un château, donnant le nom de Città di Castello. L'évêque Floride, ami de Grégoire Ier et consacré à l'époque du pape Pélage II (579-590), est présent lors du saccage de la ville par les Ostrogoths. À sa mort, Floride est reconnu comme saint et protecteur. Au milieu du VIIe siècle, l'évêque Luminoso prend part au concile de Latran de 649 organisé par le pape Martin Ier pour condamner le monothélisme. En 711 les ariens lombards mettent à mort l'évêque de la ville, Albert et son diacre Britius. À la suite de la donation de Pépin en 752, la ville est rattachée au Saint-Siège. Entre le VIIe  et le début du  VIIIe siècle, le territoire diocésain s’élargit en incorporant les territoires du diocèse supprimé de Tifernum Metaurense.
La restauration de la cathédrale commence en 1012 et se termine en 1023 avec la consécration de Tebaldo d'Arezzo. C'est à cette époque que le chapitre de la cathédrale est attesté pour la première fois, composé de chanoines réguliers, qui suivent la règle de saint Augustin. En 1143, le cardinal Guido da Città di Castello, déjà chanoine de la cathédrale, est élu pape sous le nom de Célestin II (1143-1144). Toujours au XIe siècle, l'organisation du territoire du diocèse en piève est attestée. En 1126, le pape Honorius II adresse à l'évêque Rainerio une bulle par laquelle il lui confirme toutes les possessions dépendant de sa juridiction ; la bulle mentionne explicitement 30 pièves et 12 monastères. En particulier des monastères de l'ordre camaldule dont le plus important est à Sansepolcro et ceux de l'ordre de Vallombreuse (Uselle, San Giacomo alla Scatorbia) ; entre le XIIe  et le  XIIIe siècle, des monastères féminins voient le jour, qui se joignent ensuite à l'ordre des Pauvres Dames.
L'évêque Jean II (1207-1226) crée la chancellerie épiscopale. Niccolò (1265-1279) fait deux visites pastorales et organise un synode ; étant donné la taille du diocèse, il décide de résider une partie de l'année à Sansepolcro où il fait construire un deuxième palais épiscopal. Le XIIIe siècle voit la naissance des premières confréries de laïcs, consacrées notamment aux œuvres caritatives et à la gestion des hôpitaux ; la présence de confrérie de pénitents est également significative. Aux XIIIe  et le début du  XIVe siècle, l'érémitisme rural et la reclusion volontaire se développe. En 1466, le premier mont-de-piété du diocèse est fondé à Sansepolcro.
Vers la fin du XIIIe siècle, Città di Castello est frappé d'interdit pour son refus de payer le cens au Saint-Siège. En mai 1279, le chapitre doit élire le nouvel évêque en dehors de la ville. L'interdit est levé en 1292. En 1283, un conflit de juridiction éclate entre Zenon, abbé de Sansepolcro, et Giacomo Cavalcanti, évêque de Città di Castello, qui se rend à Sansepolcro pour fêter Pâques, en raison de l'interdit qui pèse sur Città di Castello. Le conflit prend fin lorsque l'abbé Bindo succède à Zénon. Cependant, les revendications d'indépendance des abbés de Sansepolcro se répètent tout au long des XIVe  et  XVe siècle. La première moitié du XIVe siècle est marquée par le premier démembrement du vaste territoire diocésain. En 1325, la plupart des églises appartenant aux pièves de Rubiano et de Falzano sont regroupées au nouveau diocèse de Cortone. La cathédrale est de nouveau restaurée à partir de 1356 ; une partie est achevée au début du XVIe siècle, à l'époque de Mgr Giulio Vitelli (1499-1503).
Un second démembrement du territoire diocésain a lieu le 17 septembre 1520 lorsque Città di Castello cède une partie de son territoire, composée de huit pièves au profit de l'érection du diocèse de Sansepolcro dont le territoire, à partir de 1441, ne fait plus partie des États pontificaux mais de la république de Florence. Dans la seconde moitié du XVIe siècle, les évêques s'engagent à appliquer les décrets de réforme établis par le concile de Trente. Il convient de mentionner en particulier l'œuvre de Costantino Bonelli, évêque de 1560 à 1572 ; en 1562, il fonde le mont-de-piété à Città di Castello ; en 1564 et 1568, il organise deux synodes diocésains ; en 1571, il fonde le séminaire qui ne fonctionne cependant qu'à partir du siècle suivant. En 1540, la cathédrale est inaugurée à nouveau. En 1542, la pratique des Quarante-Heures commence. En 1578, le chapitre de chanoines est sécularisé.
En 1636, le territoire diocésain est réduit pour la troisième fois, avec le transfert des paroisses de la vallée du Metauro dans les nouveaux diocèses, unis aeque principaliter, d'Urbania et de Sant'Angelo in Vado. À l'époque de l'évêque Cesare Raccagna, le séminaire épiscopal est rouvert en 1638 ; un nouveau bâtiment du séminaire est ensuite agrandi et achevé en 1752. Sous l'épiscopat de Giuseppe Maria Sebastiani (1672-1689) une activité pastorale intense se développe avec la célébration de trois synodes diocésains, l’organisation de six visites pastorales dans le diocèse, la promotion de missions populaires, la publication de décrets de réforme du clergé et de la piété populaire. En 1758, lors de la sede vacante consécutive au décès du pape Benoît XIV, la population se revolte contre les États pontificaux. L'année suivante, les condamnations des séditieux sont sérieuses, mais l'évêque Giovanni Battista Lattanzi insiste à tel point qu'il obtient de gracier les coupables jusqu'à l'amnistie générale célébrée dans la ville.
La première moitié du XIXe siècle est marquée par les épiscopats de Francesco Antonio Mondelli (1814-1825) et de Giovanni Muzi (1825-1849), caractérisés par une attention particulière portée aux activités caritatives et scolaires. Mgr Muzi est également responsable de la publication de l'un des principaux ouvrages d'érudition locale, les Mémoires ecclésiastiques de Città di Castello, en cinq livres publiés entre 1842 et 1843. Le sanctuaire marial de Canoscio naît et se développe dans la seconde moitié du XIXe siècle. Il est fondé à l'initiative du père Piccardini et prend rapidement de l'importance dans tout le diocèse et même au-delà de ses frontières.
La première partie du XXe siècle est marquée par l'épiscopat de Charles Liviero, qui met au point une série d'initiatives visant à répondre aux besoins religieux, culturels et sociaux renouvelés de son époque, à promouvoir diverses œuvres sociales et l'engagement des laïcs dans la vie sociale et politique. Parmi ses initiatives figurent la fondation de l'hebdomadaire Voce del popolo, la salle de cinéma Sant'Egidio, la création d'une école primaire et la fondation de la congrégation religieuse des petites servantes du Sacré-Cœur. Il est béatifié le 27 mai 2007.
Dans la période post-conciliaire, le diocèse connaît un moment de crise institutionnelle. Après six années où le siège reste vacant (1966-1972), neuf années suivent, au cours desquelles les diocèses de Città di Castello et de Gubbio sont unis in persona episcopi par Cesare Pagani (1972-1981). Le débat dans le cadre de la réforme des diocèses italiens, qui inclut, entre autres options, la possibilité de la réunification des diocèses de Città di Castello et de Sansepolcro, est également évoquée mais cette option n'est pas retenue car les deux diocèses sont dans deux régions civiles distinctes, l’Ombrie et la Toscane.
Le 15 août 1972, le diocèse, qui était jusqu'alors immédiatement soumis au Saint-Siège, est intégré à la province ecclésiastique de l'archidiocèse de Pérouse. Dans le même temps, le territoire diocésain s'adapte aux frontières de l'Ombrie. En 1962, la paroisse de Santa Maria alla Rassinata passe au diocèse d'Arezzo. En 1984, huit paroisses de la municipalité d’Apecchio passent au diocèse de Cagli, tandis que la paroisse de Sant'Andrea di Sorbello, située dans la municipalité de Cortone, est cédée au diocèse de Cortone. Une réorganisation totale du territoire diocésain a lieu en 1986. L'évêque Carlo Urru réduit le nombre de paroisses de plus de 150 auparavant à 60 dans trois zones pastorales. En 2011, Domenico Cancian organise ces paroisses en 11 unités pastorales, réduites à 9 à partir de 2017.

## Sources
- (en) Catholic-Hierarchy

- (it) Cet article est partiellement ou en totalité issu de l’article de Wikipédia en italien intitulé « Diocesi di Città di Castello » (voir la liste des auteurs).